# Laccobius ellipticus
Laccobius ellipticus är en skalbaggsart som beskrevs av Leconte 1855. Laccobius ellipticus ingår i släktet Laccobius och familjen palpbaggar. Inga underarter finns listade i Catalogue of Life.